# Ханнингтон, Фрэнк
Фрэнк Ханнингтон (англ. Frank Hannyngton; 1874—1919) — ирландский энтомолог, который жил и работал в Индии.

## Биография
Родился 25 октября 1874 года. Был самым младшим сыном судьи и резидента в Мадрасе, а затем Траванкора, Джона Чилда Ханнингтона (англ. John Child Hannyngton). Первое образование получил Тринити-колледже в Дублине. Затем Фрэнк Ханнингтон переехал в Рена и прошел изучение индийской гражданской службы в 1897 году. Службу в Индии начал 30 января 1899 года на должности помощника сборщика и магистрата в Южном Аркоте (сейчас — Тамилнад). Его места службы включали Тирунелвели, Малабар, Мадрас и Ути. В 1912 году он был назначен комиссаром округа Кодагу. На этой должности он проработал до 1918 года, когда он переехал в Беллари. Во время своего пребывания в Кодагу Фрэнк Ханнингтон опубликовал статью о бабочках Кодагу в «Журнале Бомбейского общества естественной истории» (Journal of the Bombay Natural History Society). Он также занимал должность почтмейстера в Бенгалии. Находясь на этом посту он отправлял коллекторов в долину Чумби. Здесь он нашел новый вид бабочек рода Parnassius, экземпляры которого он отправил американскому энтомологу русского происхождения Андрею Авинову. Последний назвал новый для науки вид в честь самого Фрэнка Ханнингтона — аполлон Ханнингтона (Parnassius hannyngtoni). Фрэнк Ханнингтон также собрал коллекцию бабочек Кумаона. Умер 1 апреля 1919 года в Бомбее.

## Публикации
- Hannyngton, F. List of Butterflies from Kumaon. // A Guide to Collecting Butterflies of India. Appendix C / Peile, H.D. — London: Staples Press, 1937. — P. 234–238.
- Hannyngton, F. M. Notes on Coorg butterflies with a detailed list of Hesperiidae // J. Bombay Nat. Hist. Soc. — 1915. — № 24. — P. 578-581.
- Hannyngton, F. Life history notes on Coorg butterflies // J. Bombay Nat. Hist. Soc. — 1919. — № 26. — P. 371-872.